# Tim Curry
Timothy James Curry, angleško-ameriški igralec, glasbenik in pevec * 19. april 1946 Grapenhall, Cheshire, Anglija.                                                                                                      
Curry je znan po igranju vlog v različnih filmih v gledališčih, filmih in na televiziji, najpogosteje je igral hudobne like. Curry je prvič postal znan po upodabljanju s svojo vlogo dr. Frank-N-Furterja v oddaji The Rocky Horror Picture Show (1975), ki jo je ustvaril v Londonu leta 1973 in jo prvič igral na glasbeni odrski predstavi The Rocky Horror Show leta 1974 v Los Angelesu.
Curryjeva druga odrska dela vključujejo različne vloge v originalni produkciji Lasje, Tristana Tzara v produkcijah Travestje in Broadwayu leta 1975, Wolfganga Amadeusa Mozarta v produkciji Amadeusa ter piratskega kralja v filmu Na vzhodnem koncu iz leta 1982. Igral je tudi Alana Swanna v brodvejski produkciji Moje najljubše leto in Kralja Arthurja v produkcijah Spamalota na Broadwayu in Na vzhodnem koncu od leta 2005 do 2007. Njegova gledališka priznanja vključujejo tri nominacije za nagrado Tony in dve nominaciji Laurence Olivier. 
Curry je prejel nadaljnja priznanja za svoje filmske in televizijske vloge, med drugim tudi Rooster Hannigan v filmski adaptaciji Annie (1982), Tema v legendi (1985), Wadsworth v Clueu (1985), Pennywise plesni klovn v miniseriji It (1990), Sam doma 2: Izgubljen v New Yorku (1992), kardinal Richelieu v Trije muštkerji (1993) in John Silver v filmu Otok Muppet Treasure (1996). Prejel je tudi priznanja za glasbene vloge, med drugim nagrado Emmy kot kapitan Hook v filmu Fox Peter Pan in Pirati (1990–1991), Hexxus v filmu FernGully: Zadnji deževni gozd (1992), Sir Nigel Thornberry v filmu The Wild Thornberrys (1998–2004) in Palpatine v filmu Vojna zvezd: Vojne klonov (2012–2014).
Kot samostojni glasbeni umetnik je Curry izdal tri studijske albume; Preberite moje ustnice (1978), Neustrašni (1979) in Preprostost (1981).
Curry se ni nikoli poročil in nima nobenih otrok. Od julija 2012 po hudi možganski kapi uporablja invalidski voziček.